# Jean II de Lichtenberg
Pour les articles homonymes, voir Lichtenberg.

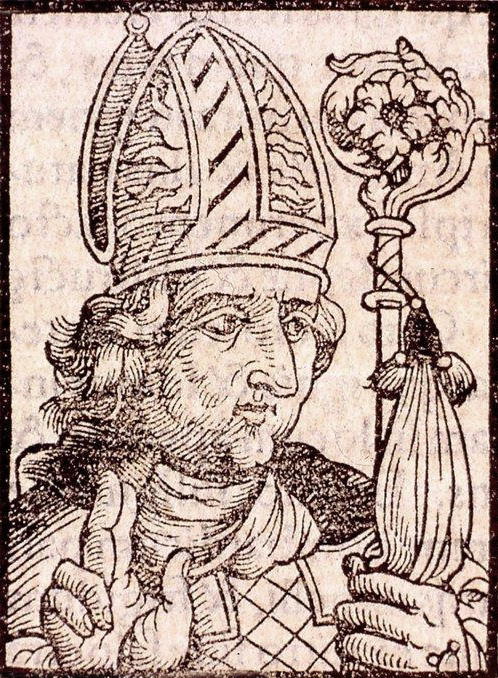
Ioannes Pastor Argentinensis

Jean II de Lichtenberg, né vers 1315 de Jean III de Lichtenberg et Metza de Saarbrücken et mort dans la nuit du 13 au 14 septembre 1365, est un évêque de Strasbourg, titulaire de cette charge de 1353 à 1365.

## Biographie
Jean II de Lichtenberg, fils aîné de Jean III de Lichtenberg et de Metza de Saarbrücken, naît vers 1315. Après la mort prématurée de son père en 1324, il est placé avec ses frères sous la tutelle de son oncle, Ludemann de Lichtenberg, qui l’envoi peu de temps après au chapitre de la cathédrale de Strasbourg. Sa carrière ecclésiastique commence en 1330 lorsque, à l’âge d’environ quinze ans, il obtient la cure de Zinswiller. Il n’est pas pour autant un religieux contemplatif : à partir de 1335 il est à la tête de sa fratrie dans le conflit qui les oppose à leur oncle au sujet de leur héritage, mais c’est surtout le 1er septembre 1337 qu’il s’illustre, en faisant enlever par ses hommes l’évêque de Strasbourg Berthold de Buchek avec qui il était en conflit sur des questions de discipline ecclésiastique.
Libéré cinq mois plus tard, le prélat semble avoir pardonné Jean, qui obtint de nombreuses charges au sein du chapitre cathédral dans les années suivantes : chantre et échanson en 1343, doyen en 1346 et enfin prévôt en 1349. Il fut nommé par ailleurs en 1352 vicaire de l’évêché de Trêves, puis peu de temps après également de celui de Strasbourg, Berthold de Bucheck étant trop malade pour pouvoir encore pleinement assumer sa charge.
Berthold de Bucheck étant décédé quelques mois plus tard, Jean de Lichtenberg est élu évêque par le chapitre le 2 décembre 1353, puis confirmé le 4 janvier 1354. Il se rend alors à Avignon, où il est ordonné prêtre le 9 mars 1354 et célèbre sa première messe trois jours plus tard dans la cathédrale de cette ville. Par la suite, Jean, contrairement à la plupart des évêques contemporains, continuera de célébrer lui-même la plupart des offices.
C’est en revanche en accord avec les habitudes des évêques de son temps qu’il s’occupe de politique et de la gestion de ses domaines autant que de religion. C’est d’ailleurs dans l’administration des domaines qu’il s’illustre le plus, notamment en faisant retranscrire et classer dans un registre les chartes concernant l’évêché et le Grand Chapitre. Il achète également progressivement les possessions des comtes d’Oettingen : d’abord les châteaux de Frankenbourg et du Haut Koenigsbourg, puis les villes de Saint-Hippolyte et Erstein, avant de conclure en leur rachetant la charge de landgrave de Basse-Alsace le 31 janvier 1359.
Tombé malade à l’automne 1365, Jean II de Lichtenberg meurt dans la nuit du 13 au 14 septembre 1365 et est enterré dans la chapelle Saint-Jean Baptiste de la cathédrale de Strasbourg.